# Passiflora incarnata
Passiflora incarnata je višeljetna biljka iz porodice Passifloraceae.
Zovu je divlja marelica, divlja pasijonka, a Indijanci iz plemena Cherokee područja Tennesseeja ju zovu ocoee. Prema ovoj biljci se zovu dolina i rijeka, Ocoee. Zbog toga je proglašena državnim cvijetom američke savezne države Tennessee.